# Zgorzel korzeni różanecznika

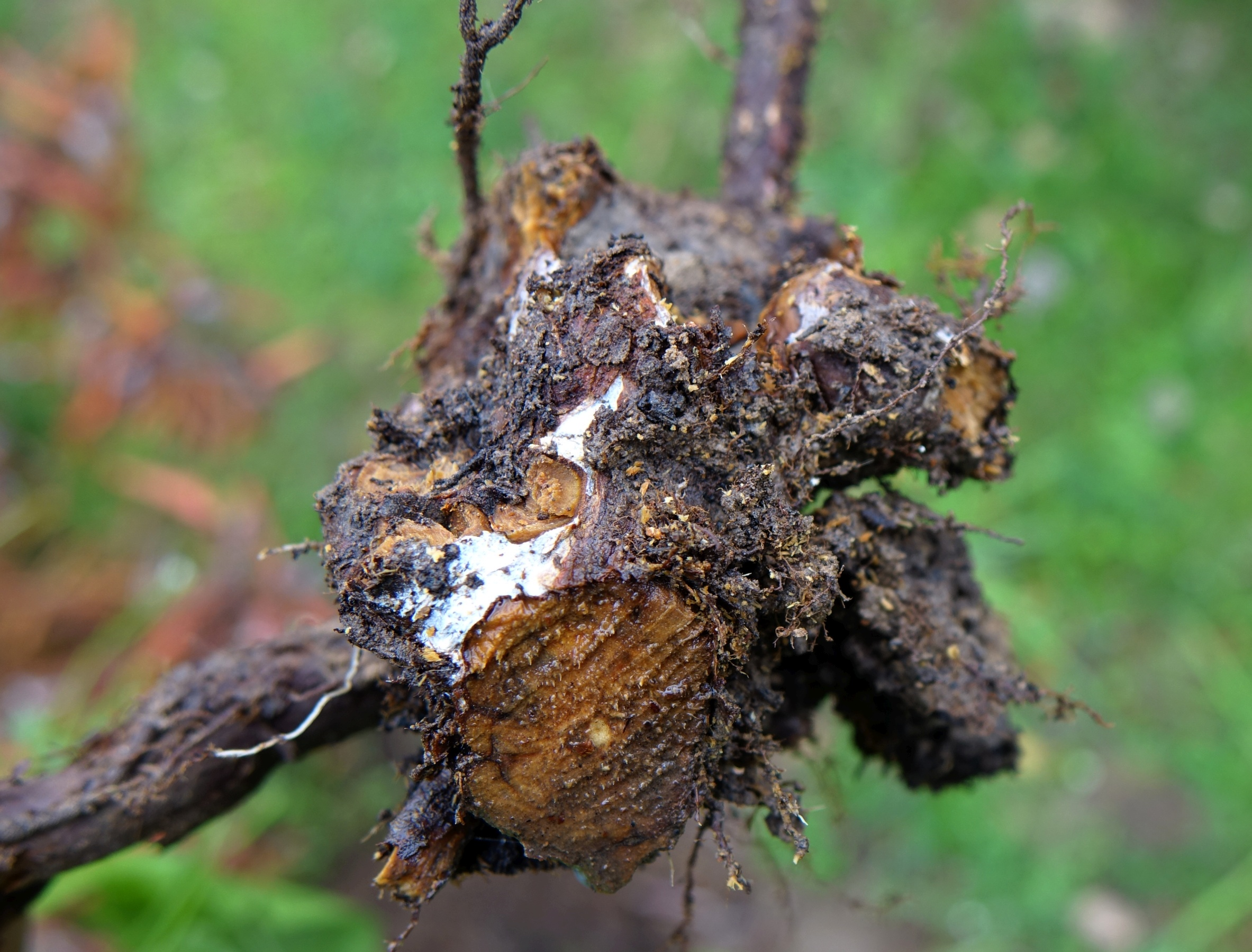
Korzenie różanecznika porażonego fytoftorozą

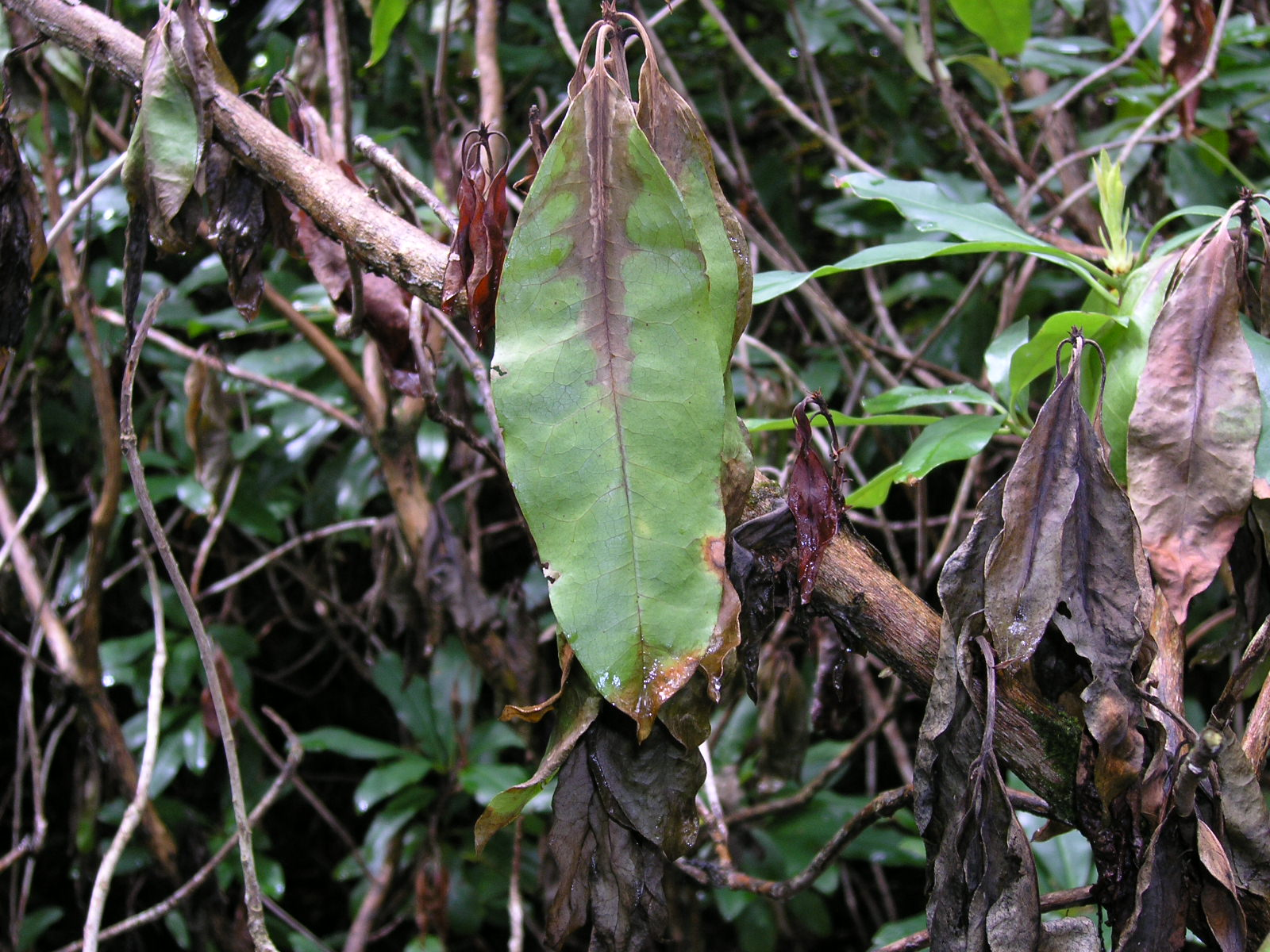
Zamierające pędy

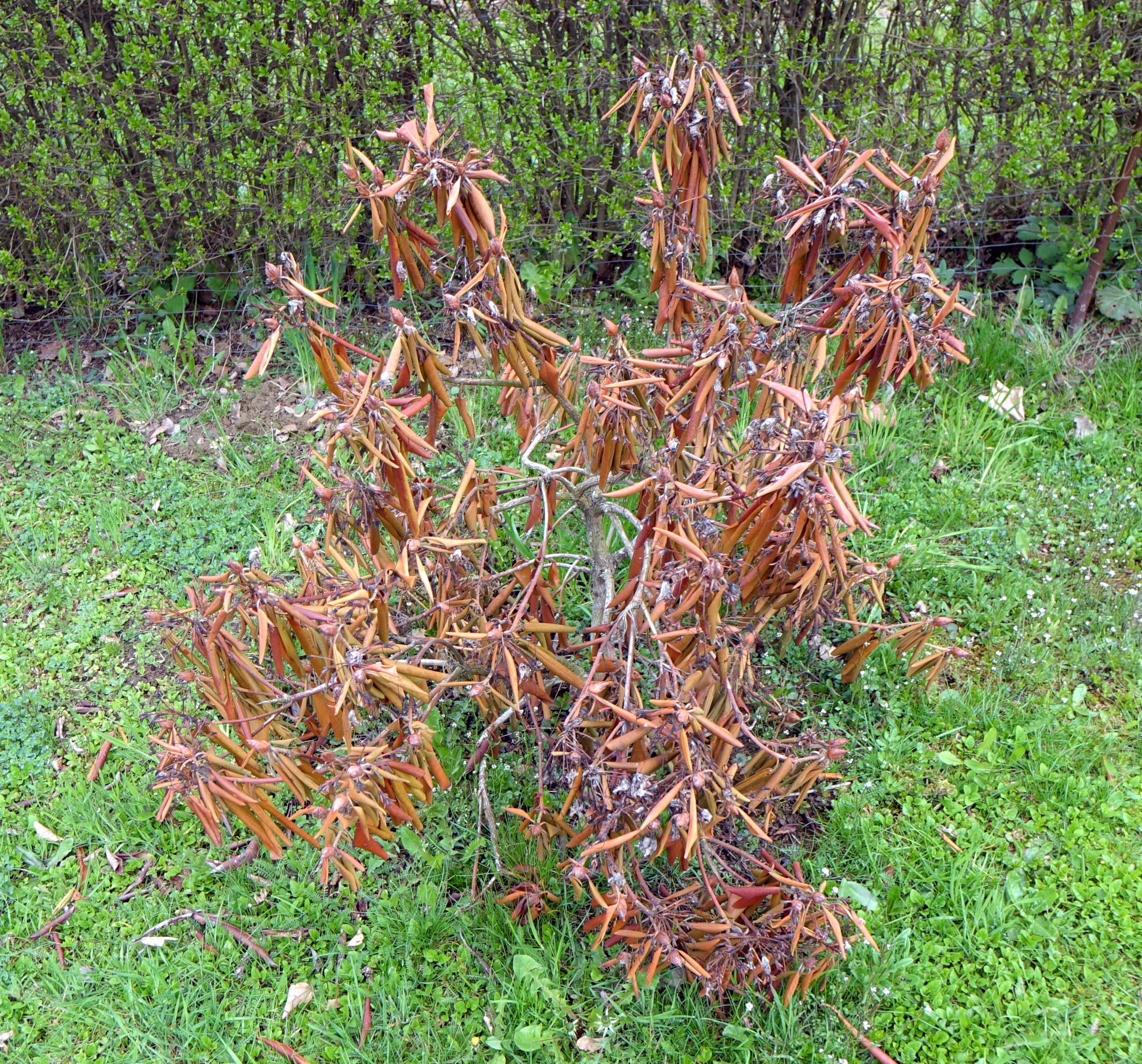
Końcowy efekt fytoftorozy różanecznika

Zgorzel korzeni różanecznika (ang. Rhododendron-Phytophthora root rot) lub fytoftoroza różanecznika – choroba różaneczników (Rhododendron) wywołana przez grzybopodobne lęgniowce z rodzajów Phytophthora i Globisporangium oraz grzyba Neonectria radicicola.

## Sprawcy choroby
Chorobę wywołuje wiele gatunków. Źródła polskie podają, że są to Phytophthora cinnamomi, Phytophthora citricola, a także Globisporangium ultimum i grzyb Neonectria radicicola, źródła zagraniczne, że oprócz P cinnamomi i P. citricola są to jeszcze inne gatunki z rodzaju Phytophthora: P. cactorum, P. cambivora, P. crypogea, P. plurivola i P. pini. Gatunki te mają szeroki zakres żywicieli i mogą infekować inne rośliny, w tym jabłonie, grusze, azalie, buki, borówki, cyprysiki, wrzosy, kosodrzewinę, pierisa, cisa i kalinę. Najczęściej izolowanymi gatunkami w szkółkach rododendronów są P. cinnamomi i P. plurivora. Patogeny te mogą szybko powodować poważne objawy gnicia korzeni, gdy wilgotność gleby jest wysoka. Zgorzelą korzeni różanecznika zagrożone są różaneczniki zarówno w uprawie polowej, jak i kontenerowej, zwłaszcza po rozmnażaniu.

## Objawy
Patogeny atakują korzenie różaneczników w glebie. Stają się one włókniste, brązowe lub czarne. Drobne korzenie gniją, większe są obecne, ale o zmienionej barwie – od cynamonowego brązu do ciemnej czerni. Krawędź postępującej zmiany różni się od przylegających, nienaruszonych tkanek, które wydają się wilgotne i jasne (o barwie od białej do zielonej). Rośliny z silną zgnilizną korzeni są słabo ukorzenione i łatwo je wyciągnąć z ziemi w porównaniu do sąsiednich zdrowych i dobrze ukorzenionych roślin. U zainfekowanych roślin może rozwinąć się rak u podstawy łodygi. Gdy duża część systemu korzeniowego lub łodygi zgnije, na powierzchni pojawiają się objawy niedoboru składników odżywczych i stresu związanego z suszą. Liście mogą stać się żółtawo- lub czerwonawo-zielone i ostatecznie zwijać się wzdłuż głównego nerwu i więdnąć. Zwiędłe liście nie regenerują się nawet po wystarczającym nawodnieniu. W końcu roślina obumiera, a martwe liście pozostają przyczepione do rośliny. Czasami można zaobserwować, jak nowe korzenie regenerują się w pobliżu korony korzenia rośliny.
Od zgorzeli korzeni różaneczników należy odróżnić zarazę wierzchołków pędów różanecznika, która również wywoływana jest przez gatunki z rodzaju Phytophthora i należy do grupy fytoftoroz, ale inne i atakujące szczytowe części pędów różanecznika.

## Zapobieganie chorobie
Chorych roślin nie można już uleczyć i wcześniej czy później obumrą. Opryskiwania fungicydami są nieskuteczne. Wysoce podatne odmiany mogą umrzeć w ciągu dwóch tygodni, bardziej odporne mogą jeszcze przetrwać kilka miesięcy po tym, jak rośliny rozwiną początkowe objawy więdnięcia. Starsze, dobrze rozwinięte okazy mogą żyć jeszcze przez rok. Rośliny z objawami fytoftorozy należy niezwłocznie usuwać i palić nie czekając na ich całkowite obumarcie. Chorobie tej można jedynie zapobiegać:
- nie należy sadzić różaneczników z objawami fytoftorozy
- w miejscu, w którym rosły chore rośliny nie wolno sadzić różaneczników ani innych roślin atakowanych przez patogeny wywołujące tę chorobę
- szkółki zajmujące się uprawą różaneczników powinny nowe rośliny poddać kwarantannie co najmniej 1 rok przed umieszczeniem ich w obszarze produkcyjnym
- bardzo ważną role odgrywa podłoże; nie może ono być podmokłe. Nie należy sadzić różaneczników w miejscach podmokłych, w zagłębieniach terenu
- należy zapewnić dobry drenaż roślin w grządkach, polach lub pojemnikach. Pojemniki umieszcza się na podłożach żwirowych (o grubości 10 cm cale lub więcej), aby umożliwić drenaż. Nie należy ich umieszczać na folii, gdyż to umożliwia rozprzestrzenianie się wody drenażowej z patogenami z podstawy jednego pojemnika do drugiego
- istnieją odmiany odporne na fytoftorozę, ale gdy ich korzenie będą co najmniej przez 48 godzin zalane wodą, odporność ta zanika i mogą ulec infekcji[5][3].